# Prasonica albolimbata
Prasonica albolimbata är en spindelart som beskrevs av Simon 1895. Prasonica albolimbata ingår i släktet Prasonica och familjen hjulspindlar. Inga underarter finns listade i Catalogue of Life.